# Пьерфё-дю-Вар
Пьерфё-дю-Вар (фр. Pierrefeu-du-Var) — коммуна на юго-востоке Франции в регионе Прованс — Альпы — Лазурный берег, департамент Вар, округ Тулон, кантон Гареу.
Площадь коммуны — 58,36 км², население — 5010 человек (2006) с выраженной тенденцией к росту: 5867 человек (2012), плотность населения — 101,0 чел/км².

## Население
Население коммуны в 2011 году составляло — 5707 человек, а в 2012 году — 5867 человек.
| 1962 | 1968 | 1975 | 1982 | 1990 | 1999 | 2006 | 2007 | 2011 | 2012 |
| ---- | ---- | ---- | ---- | ---- | ---- | ---- | ---- | ---- | ---- |
| 3767 | 3951 | 3872 | 3983 | 4040 | 4348 | 5010 | 5084 | 5707 | 5867 |

Динамика населения:

## Экономика
В 2010 году из 3503 человек трудоспособного возраста (от 15 до 64 лет) 2604 были экономически активными, 899 — неактивными (показатель активности 74,3 %, в 1999 году — 64,4 %). Из 2604 активных трудоспособных жителей работали 2362 человека (1249 мужчин и 1113 женщин), 242 числились безработными (115 мужчин и 127 женщин). Среди 899 трудоспособных неактивных граждан 300 были учениками либо студентами, 332 — пенсионерами, а ещё 267 — были неактивны в силу других причин.
На протяжении 2010 года в коммуне числилось 2138 облагаемых налогом домохозяйств, в которых проживало 5318,5 человек. При этом медиана доходов составила 21 тысяча 152 евро на одного налогоплательщика.